# Katarina (abbedissa)
Katarina Magnusdotter var en svensk nunna. Hon var abbedissa i Sko kloster i Uppland. 
Katarina var förmodligen dotter till riksrådet Magnus Johansson (Ängel). I dennes testamente, bevittnat i Frövi i Balingsla den 1 augusti 1292, förordnade han, att hans utomäktenskapliga dotter Katarina skulle ärva gården Hyrn, "så länge som hon i Sko ville hängifva sig åt Guds tjänst". Hon ärvde också sin släkting Ingegärd Filipsdotter till Rumby, änka efter riksrådet Magnus Gregersson, den 9 januari 1326.